# Лейн Анатолій Якович
Анатолій Якович Лейн (рос. Анатолий Яковлевич Лейн; 28 березня 1931, Ленінград — 1 березня 2018, Бічвуд, Огайо, США) – американський шахіст російського походження, гросмейстер від 1968 року.

## Шахова кар'єра
Від початку 1960 років належав до широкої когорти провідних радянських шахістів. Між 1961 і 1972 роками сім разів взяв участь у фіналах чемпіонатів СРСР, найкращий результат показав на перетині 1966 i 1967 років у Тбілісі, де посів 6-те місце. 1963 року святкував перемогу на чемпіонаті РРФСР, який відбувся в Челябінську. У 1965 році посів 3-тє місце в Цинновіці (позаду Володимира Симагіна i Вольфганга Ульманна) а також виступив у складі збірної СРСР на командному чемпіонаті Європи у Гамбургу, де здобув дві золоті медалі (у командному заліку, а також в особистому заліку на 11-й шахівниці). 1968 року переміг у Сараєво (турнір Босна, разом з Драголюбом Чірічом), 1972 року на меморіалі Капабланки у Сьєнфуегосі, a 1973 року в Новому Саді.
1976 року емігрував до Сполучених Штатів i прийняв громадінство тієї країни. 1978 року представляв збірну США на шаховій олімпіаді у Буенос-Айресі, здобувши у командному заліку бронзову медаль. У наступних роках досягнув успіху, зокрема, в таких містах, як: Брисбен (1979, посів 1-ше місце), Гастінгс (1980/81, 3-тє місце позаду Ульфа Андерссона i Еугеніо Торре), Нью-Йорк (1981, посів 2-ге місце позаду Єгуди Грюнфельда) i Вестманнеярі (1985, посів 1-ше місце).
Неодноразово брав участь у чемпіонатах світу серед ветеранів (учасників старших 60 років), на яких здобув 4 медалі: 2 срібні (1992, 1996), а також 2 бронзові (1997, 1999).
Найвищий рейтинг у кар'єрі мав 1 липня 1973 року, досягнувши 2545 пунктів ділив тоді 38-40-те місце в світовій класифікації ФІДЕ, водночас ділив 19-21-ше місце серед радянських шахістів.